# Palagruža-archipel
De Palagruža-archipel (Grieks: πέλαγος, Italiaans: Pelagosa) is een kleine, afgelegen en onbewoonde archipel in de Adriatische Zee. Het behoort tot Kroatië en bestaat uit Palagruža, ook wel Vela of Velika ('Groot') Palagruža genoemd, Mala ('Klein') Palagruža en een twintigtal nauw verbonden rotsen en riffen. Ook het afgelegen eiland Galijula behoort tot deze archipel. Tot de weinige dieren die er voorkomen behoren slangen. De dieren zijn er meestal helder en kleurrijk. 